# Référendum constitutionnel santoméen de 1990
Un référendum constitutionnel s'est déroulé à Sao Tomé-et-Principe le 22 août 1990. La nouvelle constitution a introduit le multipartisme pour la première fois depuis l'indépendance, ainsi qu'une limitation à deux du maximum de mandats possible pour le président. Cela a été approuvé par 95,3 % des votants.
Des élections législatives et une élection présidentielle se sont déroulées l'année suivante.

## Résultats
| Choix                    | Votes  | %    |
| ------------------------ | ------ | ---- |
| Pour                     | 38 100 | 95,3 |
| Contre                   | 1 852  | 4,7  |
| Bulletins blancs et nuls | 2 381  | -    |
| Total                    | 42 333 | 100  |